# Sergio Martín Herrera
Sergio Martín Herrera (Salamanca, 16 de desembre de 1977) és un periodista espanyol. Va ser director del canal de televisió públic d'informació contínua 24 horas (TVE) de 2012 a 2016, director i presentador de La noche en 24 horas fins 2016 i de Los desayunos de TVE de 2016 a 2018.

## Biografia
És llicenciat en Comunicació Audiovisual, i en Sociologia per la Universitat de Salamanca.
Va començar la seva marxa professional als serveis informatius de RNE en el programa “España a las 6-7-8” del qual va ser subdirector, també ha treballat en els Serveis Informatius de RNE Alacant.

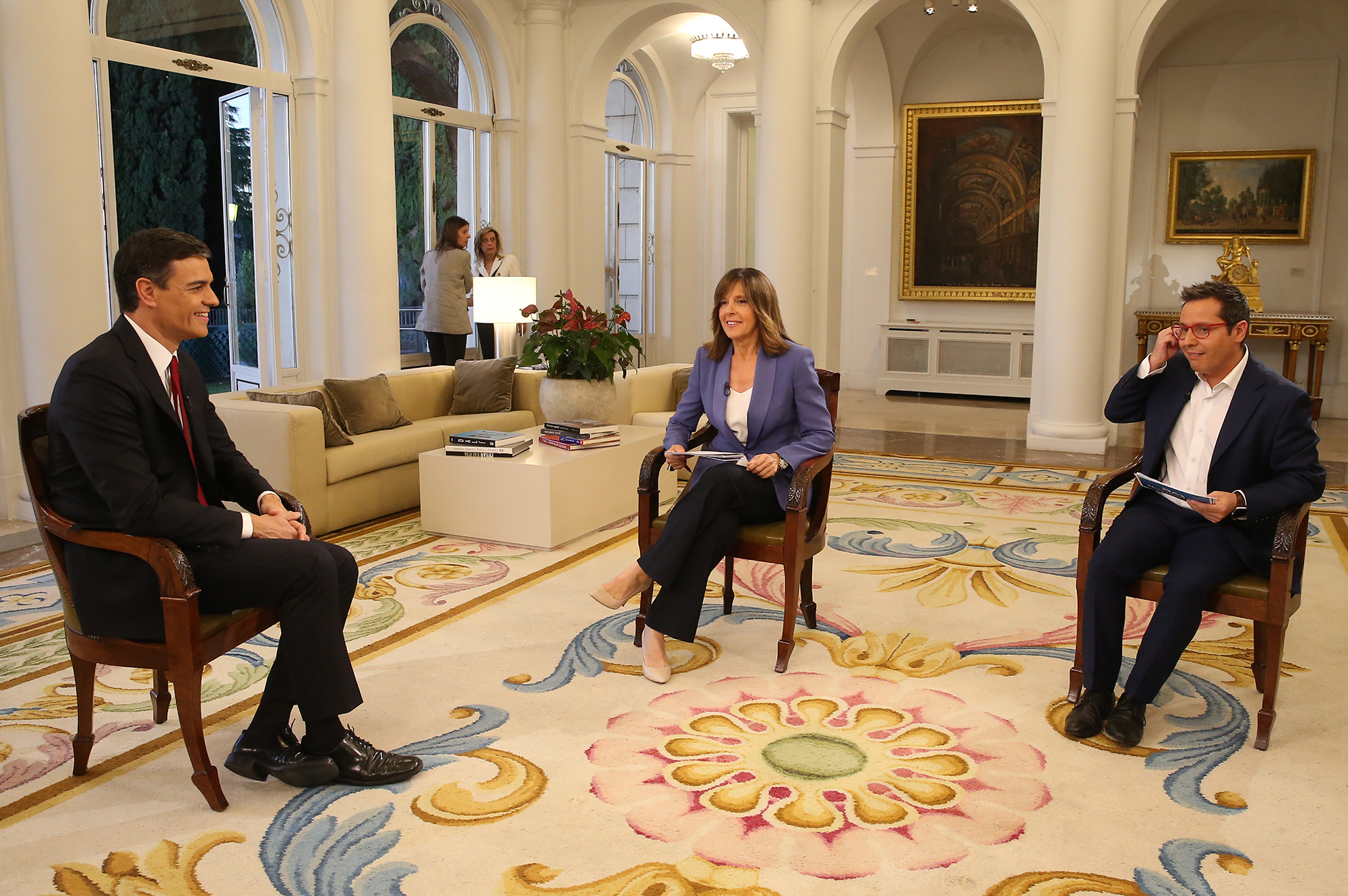
Junt a Ana Blanco, entrevistant Pedro Sánchez a La Moncloa.

Sergio Martín también ha treballat com a reporter en la versió radiofònica d'"España Directo" i ha col·laborat en programes com “La Noche Menos Pensada”, “Las Mañanas de Radio 1", “El Tranvía”, “Buenos días”, “La Ola” i “El Navegador”.
En 2007 l'Associació de la Premsa de Madrid li va atorgar el Premi Larra, premi que reconeix la trajectòria del periodista menor de 30 anys que més s'hagi distingit al llarg de l'any anterior.
En 2010 Sergio Martín es va posar al comandament de “ConSentidos“, una sèrie de monogràfics en els quals comparteix un estona de conversa amb gent com Punset, Lluís Bassat, Enrique Dans, Martín Varsavsky, Jesús Hermida, Emilio Duró, Carlos Latre, Javier Capitán, Mario Alonso Puig o El Langui, entre molts altres.
També va ser subdirector del programa de ràdio Esto me suena amb el Ciudadano García.
Des d'octubre de 2012 fins a agost de 2016 Sergio Martín va ser director del canal d'informació contínua 24 Horas de Televisió Espanyola. Després d'un any en el càrrec al setembre de 2013 va decidir substituir la presentadora de La noche en 24 horas, Ana Ibáñez, per donar-li dos espais, Conversatorios en la Casa América i el Telediario Matinal al canal 24h, assumint ell la direcció del debat polític d'aquest canal en prime time. Abans que ell, el programa havia estat conduït per la citada Ana Ibáñez, i en períodes anteriors per Xabier Fortes i Vicente Vallés. En 2013 presenta les capacitats interactives del Canal 24h.
Després de quatre anys com a director del canal 24 hores de TVE i com a presentador i director de La noche en 24 horas, abandona el seu lloc de treball per presentar en la cadena principal a La 1 de TVE, la nova temporada de Los desayunos de TVE a partir de setembre de 2016. Va exercir aquesta labor durant dos anys. Al setembre de 2018 torna a Canal 24 Hores en labors de redacció per al programa de noves tecnologies Zoom Net.

## Polèmica entrevista a Pablo Iglesias
El 5 de desembre de 2014 Sergio Martín va entrevistar Pablo Iglesias, líder de Podem, Cap al final de l'entrevista, Martín es va dirigir a Iglesias, en referència a les recents excarceracions dels membres del grup terrorista ETA Santiago Arróspide Sarasola, Santi Potros, i Alberto Plazaola, amb el següent comentari: «Hi ha un vídeo […] en el qual hem vist Pablo Iglesias defensar la sortida dels presos d'ETA de les presons..», després de la qual cosa va concloure «Aquesta setmana està vostè d'enhorabona, llavors». Iglesias va contestar que no era "un problema d'enhorabona" i va demanar que no es jugués amb el dolor de les víctimes, després de la qual cosa va afegir «Res d'enhorabona, eh?».
L'entrevista va deslligar una polèmica en xarxes socials com Twitter i va ser recollida per alguns mitjans i analistes, que van criticar l'actuació de Martín i dels tertulians convidats, especialment la d'Alfonso Rojo. En uns enregistraments posteriorment filtrats a la premsa, Sergio Martín va demanar als periodistes convidats minuts abans de l'entrevista "bon rotllo" perquè Pablo Iglesias "no digui tan bon punt és un parany", després de la qual cosa Alfonso Rojo li va contestar que "al enemigo ni agua". Xabier Fortes, el predecessor de Martín a La noche en 24 horas, es va declarar «indignat» per l'entrevista, que va qualificar de «vergonyosa i lamentable». Paral·lelament, Miguel Ángel Curieses, secretari general de UGT en TVE, va exigir la seva immediata destitució i l'obertura d'un expedient disciplinari, qualificant el de Sergio Martín com «un comentari groller que busca fer mal al personatge entrevistat». Maite Martín, de CC.OO., també va demanar la seva dimissió per entendre que no es va tractar d'un «lapsus». El Consell d'Informatius de TVE va demanar «la dimissió o destitució immediata» de Martín.
D'altra banda l'Oficina del Defensor de l'Espectador d'RTVE va declarar que conèixer la postura de Pablo Iglesias sobre ETA era «obligat». També el director d'Informatius de TVE, José Antonio Álvarez Gundín, va negar que anés a produir-se cap cessament, va afirmar donar suport Martín sense reserves i va acusar Podem d'organitzar una campanya contra ell. Per part seva, Sergio Martín no va fer cap declaració, va mostrar silenci en les xarxes socials i al dimarts següent va reprendre el seu espai sense fer cap al·lusió a l'incident del programa anterior.

## Premis
- Premi Bravo de Televisió (Conferència Episcopal Espanyola, 2017).[24]
- Antena de Oro (Federació d'Associacions de Ràdio i Televisió d'Espanya, 2015).[25]
- Premi Mariano José de Larra (Associació de la Premsa de Madrid, 2007).[26]

## Publicacions
- Noticias, las justas. El reto de adaptar el lenguaje jurídico a la sociedad (2016) Sergio Martín (Coordinador), María Eizaguirre Comendador, Alberto Palomar, América Valenzuela, Almudena Vigil y Enrique Dans. Ed. Wolters Kluwer[27]